# Stand By for Action
Stand By for Action (Brasil: As Portas do Inferno ) é um filme de guerra produzido nos Estados Unidos, dirigido por Robert Z. Leonard e lançado em 1942.